# Dryopteris guanchica
Dryopteris guanchica — вид рослин з родини щитникові (Dryopteridaceae). Етимологія: лат. guanchicus — стосується корінних жителів Канарських островів, гуанчі.

## Опис
Багаторічна рослина. Черешок, як правило, тої ж довжини, що й листові пластини, дещо коричневі з темними, ланцетоподібним лусочками. Листові пластини довжиною до 150 см, ростуть в щільних пучках, широкої трикутної форми, від блідо- до синьо-зеленого кольору, три-перисті, з довгастими листовими фрагментами. Спорові коробки розташовані у два ряди вздовж середньої жилки на нижньому боці листової пластини. Спори покриті плоскими, прозорими, ниркоподібні індузіями. Рослина виробляє спори з травня по жовтень.

## Поширення
Батьківщина: Іспанія (вкл. Канарські острови), Гібралтар, Португалія. Росте в дуже затінених, вологих субтропічних лісах на кислих ґрунтах поверх кварциту або базальтових порід, та у вічнозелених лаврових лісах.